# Мугреево-Спировское лесопромышленное товарищество
Мугреево-Спировское лесопромышленное товарищество — существовавшая в дореволюционной России  компания, производство которой находилось во Владимирской губернии, Правление созывалось в Москве.

## История

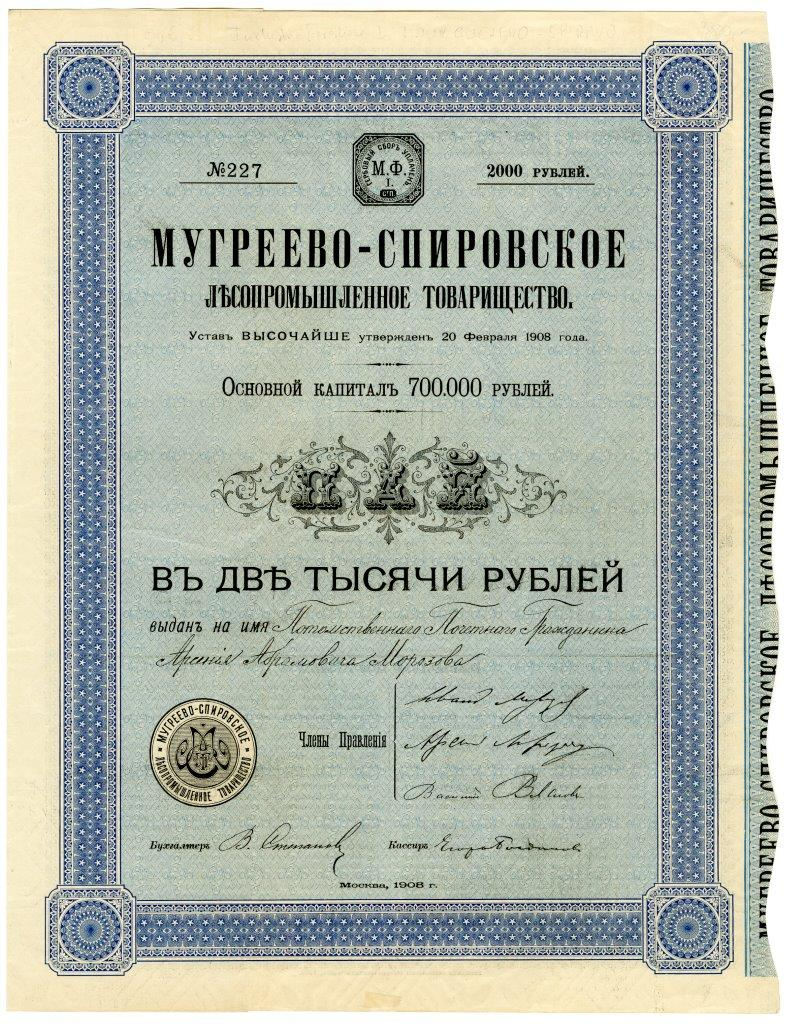
Пай в 2 тыс. руб., именной, Мугреево-Спировского лесопромышленного товарищества. Москва, 1908 г.

Компания основана в 1908 году представителями известного российского рода крупных промышленников, купцов и меценатов Морозовых потомственными почетными гражданами, директором-распорядителем знаменитой Тверской мануфактуры Иваном Абрамовичем (1871 - 1921) и его младшим братом Арсением Абрамовичем Морозовыми, скоропостижно скончавшимся в том же году в возрасте 34 лет.
И. А. Морозов занял пост директора и председателя Правления компании, согласно Высочайше утвержденному 20 февраля 1908 г. Уставу основной капитал которой составлял 700 тыс. руб, разделенных на 350 паев в 2000 руб. каждый.
Мугреево-Спировскому обществу принадлежал собственный лесопильный завод в Вязниковском уезде Владимирской губернии, где и осуществлялась добыча и переработка леса.  Торговлю лесоматериалами компания осуществляла в г. Коврове той же Владимирской губернии. После октябрьского переворота и гражданской войны Мургеево-Спировское лесопромышленное общество было национализировано по декрету СНК РСФСР.

## Собственники и руководство
Основные владельцы компании:
Председатель правления компании—главный управляющий — Иван Абрамович Морозов.